# Jambon d'Ardenne (film)
Pour l’article homonyme, voir Jambon d'Ardenne.
Pour plus de détails, voir Fiche technique et Distribution.
Jambon d’Ardenne est un film franco-belge de Benoît Lamy tourné en novembre-décembre 1976 et sorti en 1977 (le 20-7-1977 à Paris).

## Synopsis
L'action se passe à Durbuy,  ville francophone de Belgique dans la province de Luxembourg. « Roméo » (Bruno) et « Juliette » (Colette) sont confrontés à une guerre sans merci entre une restauratrice-hôtelière (incarnée par Annie Girardot) et les autres tenanciers des établissements de la ville.

## L'histoire du film
Sources : Travail de recherche et archives du biographe référent d'Annie Girardot : Alan O'Dinam
Durbuy, petite commune belge. Paysage tranquille du matin qui se lève. L’heure à laquelle passent les éboueurs. Pas de circulation encore dans les rues. Les employés du restaurant L’Esplanade sortent les poubelles au moment où passe la benne, mais celle-ci ne s’arrête pas... 
La fille de La Radoux apporte les frites coupées à sa mère, dans la friterie sur la place du village. Midi, les autobus de touristes débarquent pour déjeuner. 
Mme Simone (Annie Girardot), patronne de l’Esplanade, envoie son commis pour attirer le client, au nez et à la barbe du restaurant concurrent et de la friterie. Les rumeurs circulent : Mme Simone a construit sa terrasse sans autorisation.... alors que La Radoux attend son autorisation depuis cinq ans. 
En cuisine, à l’Esplanade, c’est le coup de feu, la tension est alors à son comble en cuisine. «On n’en finit jamais. Pas de lundi, pas de mardi, pas de mercredi, pas de jeudi, pas de vendredi, pas de samedi, pas de dimanche. Pas de week-end, pas de congés....».  Les allusions fusent auprès de Mme Simone : le personnel en a marre de se sentir exploité. 
Michel, le fils de la patronne de l’Esplanade, fréquente Colette la fille de la friterie, ce qui ne va pas sans créer des tensions avec sa mère. La tension en cuisine génère les disputes au sein du personnel, et quelques gaffes dont les clients se plaignent... Mme Simone se rebiffe, le cuisinier rend son tablier, aussitôt repris par la concurrence qui cherche toutes les occasions de débaucher le personnel de L’Esplanade. Contrainte de faire face, madame Simone prend le relai à la cuisine. Quand, une fois de plus, les éboueurs ne s’arrêtent pas devant son restaurant, Mme Simone va déverser ses ordures sur la place, devant la friterie. Poussée par la Radoux et une coalition  formée dans le village, Bruno quitte sa mère pour aller vivre avec Colette, et vient faire un scandale au restaurant, réclamant ce que son père lui a laissé. 
A L’Esplanade, l’ambiance est à la sinistrose. Mme Simone, même en cuisine, sombre dans la boisson. Profitant de l’absence de Mme Simone, La Radoux vient  débaucher la clientèle de L’Esplanade. Mme Simone rentre complètement déprimée et ivre. Cette fois, c’est Brigitte qui n’en peut plus, de cette ambiance, de ces conditions de travail. 
Elle part et rejoint le restaurant concurrent. Le reste du personnel qui souhaite retrouver la patronne vive et souriante qu’ils ont connue avant le départ de Bruno, décident de jouer un tour à La Radoux. De nuit, ils déplacent la baraque à frites de La Radoux. Celle-ci organise la Résistance alors que les enfants du village, menés par Bruno et Colette, se sont associés pour rapporter la friterie et vont vider L’Esplanade de sa terrasse pour installer tables, chaises et parasols sur la place devant la friterie. 
Mme Simone prend sa voiture et vient réclamer ce qui lui appartient. Accueillie par des sifflets, elle fonce dans le tas avec sa voiture. L’Esplanade, pleine de clients, fait alors l’objet d’une attaque en règle. Aux pierres lancées contre la vitrine de son restaurant, Mme Simone réplique par des coups de feu dans la friterie. C’est l’escalade. La friterie rassemble ses troupes, aidée par le restaurant voisin. Ils envahissent L’Esplanade et tentent de détourner la clientèle qui se rebiffe. Les attaquants sont sortis manu militari  par un groupe d’ouvriers d’un chantier voisin parmi lesquels Mme Simone s’est fait un ami. 
Mais un coup de feu part du fusil d’un illuminé qui soutient la Radoux. L’ami de Mme Simone est blessé, elle l’emmène à l’hôpital. La Radoux, mal à l’aise, tente de pallier l’absence de Mme Simone à L’Esplanade mais ses  "supporters"  la critiquent et envahissent le restaurant et la cuisine. Ils volent et saccagent tout, alors que Brigitte tente de débaucher le personnel... 
Le lendemain, chacun compte la casse, récupère ce qui peut encore être récupéré, observe avec consternation ce spectacle de désolation. Mme Simone, de retour de l’hôpital, s’assied, impuissante, dans la cuisine vide et complètement dévastée. Derrière elle, le personnel est là, à l’heure, venu la soutenir, l’aider. Les yeux pleins de larmes, Mme Simone les regarde, leur sourit. Ceux là ont bravé la tempête. Ils la soutiennent...

## Fiche technique
- Réalisation : Benoît Lamy
- Scénario et dialogues :  Benoît Lamy et Rudolph Pauli
- Décors : Max Douy
- Photographie : Michel Baudour
- Musique : Pieter Verlinden
- Montage : Susana Rossberg
- Production : Pierre Drouot
- Distribution : Les films Molière
- Pays :  France -  Belgique
- Format : couleur (Eastmancolor)
- Genre : comédie
- Durée : 86 minutes
- Date de production : 1977

## Distribution
- Annie Girardot : Madame Simone, la patronne de l'hôtel-restaurant L’Esplanade
- Ann Petersen : Germaine Radoux dite La Radoux, la tenancière de la « friture » et rivale de la patronne de L'Esplanade
- Christian Barbier : l'entrepreneur
- Dominique Drouot : Bruno, le fils de la patronne de L’Esplanade et petit ami de Colette
- Nathalie van de Walle : Colette Radoux, la fille de Germaine et petite amie de Bruno
- Michel Lechat : Hubert, le patron d'un établissement sur la place principale
- Alain Soreil : Michel, garçon à l'Hôtel l'Esplanade
- Bonbon : Brigitte
- Annick Van Damme : Josette
- Serge Delwiche : Fanioul (le petit gamin sur son vélo)
- Marie-Luce Debouny : Andrée
- Marie-José Megank : Lulu, aide-cuisinière à l'Hôtel l'Esplanade
- André Vercammen : le chef cuistot à l'Hôtel l'Esplanade
- Denise Bonmariage : Wies
- Donat Bonmariage : Marcel
- William Van den Daele : William
- Yvette Gaspard : épicière
- Paul Alexandre : un patron
- Léon François : un patron
- Francine Léonard : une serveuse
- Jean-Claude Coustie : un serveur
- Jean-Philippe Laroche : Pierrot
- Isabelle Roque da Silva : une serveuse
- Louis Lambert : Louin
- Théodore de Joncker : le père Maquet
- et les habitants de Durbuy, en Belgique

## Annie Girardot et la critique
Sources : Travail de recherche et archives du biographe référent d'Annie Girardot : Alan O'Dinam
Bien sûr, Annie Girardot “met le paquet” et son grand talent parvient parfois à faire passer la sauce. Mais tout de même. (G.D., La Vie Ouvrière, 26-7-77)
Annie Girardot peut, tant son registre est grand, ajouter une profession aux précédentes, comme si elle réincarnait vraiment des vies antérieures. (Christian Gali, Le Dauphiné Libéré, 27-7-77)
Annie Girardot, railleuse, volubile, tempétueuse, émouvante, fait là une des meilleures compositions de sa carrière. Là où dans des productions plus tapageuses, on est tenté de qualifier son jeu de “numéro d’interprétation”, elle reste ici elle-même tout en s’effaçant intégralement derrière son personnage. (R.Barkan, Le Progrès de Lyon, 29-7-77)

## Quelques mots sur le film
Sources : Travail de recherche et archives du biographe référent d'Annie Girardot : Alan O'Dinam
Tant pis si l’on est « loin de l’irrésistible progression d’un Ionesco ou des grands burlesques américains » (dixit La Saison Cinématographique), ce n’était pas le propos de Benoît Lamy. Il souhaitait montrer « le récit nomade du carambolage que chaque personnage exerce sur son voisin, entraînant la société entière vers une guérilla des plus absurdes menée par la “majorité silencieuse” avec son goût pour la violence peureuse et sans risques... ». Et de ce point de vue-là, le film est réussi. 
Les critiques ont fait montre d’une mauvaise foi évidente en affirmant qu’il s’agissait d’un film-caricature sur « le milieu hôtelier à coups de tartes à la crème ». Ici, tout est au contraire extraordinairement crédible, jusqu’aux scènes anthologiques de la casse du restaurant par la population anonyme, mesquine et remontée sur de simples rumeurs ou allégations (Alan O'Dinam).
Ce film demeure totalement inédit à la télévision française. Il est sorti en DVD en 2008.
Benoît Lamy est décédé à l’âge de 62 ans le 15 avril 2008 à son domicile de Braine-l'Alleud (Belgique).
La sublime bande originale du film, signée Pieter Verlinden,  est sortie en 33 tours vinyle le 25 mars 2022 chez "678 Records", référence SSE 12014